# مسجد الحميمة
مسجد الحميمة هو أحد المساجد الأثرية في الأردن، بني في العصر الأموي وجرت عليه تعديلات وإضافات في العصر العباسي، يقع في بلدة الحميمة في محافظة معان جنوب الأردن ويبعد عن مدينة البتراء الأثرية حوالي 44 كم.

## البناء والعمارة
يعتبر الباحثون هذا المسجد هو المسجد الأصغر على الإطلاق من بين كل المساجد الإسلامية، ويرجّح سبب صِغر حجمه أنه أُلحق بالقصور والقلاع.
مر مسجد الحميمة بمرحلتين من البناء في تاريخه: الأولى وهو البناء الأصلي الذي يعود للقرن الثامن الميلادي في العصر الأموي، والثاني هي مرحلة التعديلات والإضافات وإعادة الاستخدام التي تمّت على المسجد في العصر العباسي.
بناء المسجد في العصر الأموي كان شبيه بمربع يبلغ طول ضلعه 5 أمتار تقريبا، وفي جداره الجنوبي يوجد محراب، وبنيت أسقف المسجد من أشباه أقواس محمولة على أعمدة. وفي العصر العباسي تم التعديل على المسجد بحيث صار شكل البناء مستطيل إضافة لبناء محراب آخر.